# Liste der Beiträge für den besten fremdsprachigen Film für die Oscarverleihung 1982
Die folgenden 25 Filme, alle aus verschiedenen Ländern, waren Vorschläge in der Kategorie Bester fremdsprachiger Film für die Oscarverleihung 1982. Die hervorgehobenen Titel waren die fünf letztendlich nominierten Filme, welche aus den Ländern Italien, Japan, Polen, Schweiz und Ungarn stammen. Der Preis ging an den Film Mephisto aus Ungarn.

## Beiträge
| Land             | Deutscher Verleihtitel            | Sprache(n)         | Originaltitel                                           | Regisseur(e)               | Ergebnis        |
| ---------------- | --------------------------------- | ------------------ | ------------------------------------------------------- | -------------------------- | --------------- |
| Ägypten          | Ahl el quema                      | Arabisch           | أهل القمة (Ahl el quema)                                | Aly Badrakhan              | Nicht Nominiert |
| Argentinien      | El Hombre del Subsuelo            | Spanisch           | El Hombre del Subsuelo                                  | Nicolás Sarquís            | Nicht Nominiert |
| Belgien          | Das weite Land von Alexis Droeven | Französisch        | Le Grand paysage d’Alexis Droeven                       | Jean-Jacques Andrien       | Nicht Nominiert |
| BR Deutschland   | Lili Marleen                      | Deutsch            | Lili Marleen                                            | Rainer Werner Fassbinder   | Nicht Nominiert |
| Finnland         | Im Zeichen der Bestie             | Finnisch           | Pedon Merkki                                            | Jaakko Pakkasvirta         | Nicht Nominiert |
| Frankreich       | Diva                              | Französisch        | Diva                                                    | Jean-Jacques Beineix       | Nicht Nominiert |
| Griechenland     | O anthropos me to garyfallo       | Griechisch         | Ο άνθρωπος με το γαρίφαλο (O anthropos me to garyfallo) | Nikos Tzimas               | Nicht Nominiert |
| Island           | Die Gisli Saga                    | Isländisch         | Útlaginn                                                | Ágúst Guðmundsson          | Nicht Nominiert |
| Israel           | Bittere Küsse                     | Hebräisch          | אלף נשיקות קטנות (Elef Nishikot K'tanot)                | Mira Recanati              | Nicht Nominiert |
| Italien          | Drei Brüder                       | Italienisch        | Tre Fratelli                                            | Francesco Rosi             | Nominiert       |
| Japan            | Schmutziger Fluß                  | Japanisch          | 泥の川 (Doro no kawa)                                   | Kōhei Oguri                | Nominiert       |
| Jugoslawien      | Erinnerst Du Dich an Dolly Bell?  | Serbokroatisch     | Sjećaš li se Dolly Bell?                                | Emir Kusturica             | Nicht Nominiert |
| Kanada           | Sechs Sommer in Quebec            | Französisch        | Les Plouffe                                             | Gilles Carle               | Nicht Nominiert |
| Mexiko           | Mojado Power                      | Spanisch           | Mojado Power                                            | Alfonso Arau               | Nicht Nominiert |
| Niederlande      | Rückkehr ins Leben                | Niederländisch     | Come-Back                                               | Jonne Severijn             | Nicht Nominiert |
| Norwegen         | Julia Julia                       | Norwegisch         | Julia Julia                                             | Petter Vennerød, Svend Wam | Nicht Nominiert |
| Österreich       | Der Bockerer                      | Deutsch            | Der Bockerer                                            | Franz Antel                | Nicht Nominiert |
| Polen            | Der Mann aus Eisen                | Polnisch           | Człowiek z żelaza                                       | Andrzej Wajda              | Nominiert       |
| Schweden         | Heimliche Ausflüge                | Schwedisch         | Barnens ö                                               | Kay Pollak                 | Nicht Nominiert |
| Schweiz          | Das Boot ist voll                 | Deutsch            | Das Boot ist Voll                                       | Markus Imhoof              | Nominiert       |
| Spanien          | Patrimonio nacional               | Spanisch           | Patrimonio nacional                                     | Luis García Berlanga       | Nicht Nominiert |
| Sowjetunion      | Sport, du bist Frieden            | Russisch           | О спорт, ты - мир! (O sport, ty - mir!)                 | Juri Oserow                | Nicht Nominiert |
| Taiwan           | Jia ru wo shi zhen de             | Mandarin           | 假如我是真的 (Jia ru wo shi zhen de)                    | Wang Toon                  | Nicht Nominiert |
| Tschechoslowakei | Schicksal einer Sängerin          | Tschechisch        | Božská Ema                                              | Jiří Krejčík               | Nicht Nominiert |
| Ungarn           | Mephisto                          | Ungarisch, Deutsch | Mephisto                                                | István Szabó               | Gewonnen        |